# Дорн Іван Олександрович
Іва́н Олекса́ндрович Дорн (17 жовтня 1988 , Челябінськ ) — український співак, музикант, автор пісень, продюсер, діджей, актор та телеведучий російського походження. Засновник та директор дому культури та музичного видавництва Masterskaya. Колишній учасник гурту «Пара нормальних». Після початку російської війни проти України продовжив виступати в Росії, у лютому 2022 виступив проти широкомасштабного вторгнення РФ до України.

## Життєпис
У двохрічному віці переїхав до українського міста Славутич у зв'язку з роботою батька на Чорнобильській АЕС. При народженні мав батьківське прізвище — Єрьомін. Після розлучення батьків змінив прізвище на материнське.
У дитинстві активно займався спортом (великий теніс, шашки, шахи, футбол, плавання, легка атлетика), бальними танцями, співом та фортепіано. У шестирічному віці вперше вийшов на сцену на фестивалі «Золота осінь Славутича».

## Кар'єра

### Дитинство та юність
Співати почав ще у школі. Вперше вийшов на сцену у віці 6 років на фестивалі «Золота осінь Славутича». У Івана є брат Павло Дорн (нар. 2 грудня 1992).
Займався спортом, став володарем багатьох спортивних звань: майстер спорту (парусний спорт), кандидат у майстри спорту з бальних танців, 2-й розряд з плавання, 3-й дорослий з легкої атлетики. Займався великим тенісом, шахами та футболом.
Здобув музичну освіту за класом фортепіано, став лауреатом та переможцем численних музичних конкурсів, серед яких: «Запали свою зірку» — 1-е місце, «Перлина Криму» — приз глядацьких симпатій; «Чорноморські ігри»: 2001 рік — посів 3-е призове місце, 2005 рік — посів 2-е призове місце; «Юрмала 2008».

### «Пара нормальних»
2007 року Іван знайомиться з Анною Добридневою й разом із нею створює російськомовний дует «Пара нормальних». 4 жовтня 2008 року дует випускає дебютний альбом «Я придумаю happy end».
1 квітня 2008 року стає ведучим програми «Гутен Морген» на каналі М1. Улітку 2008 року став ведучим програми «Кухня Респект». З 2010 року — ведучий на «1+1». Улітку 2010 року Іван Дорн залишає гурт і його місце займає Артем Мех.

### Сольна кар'єра

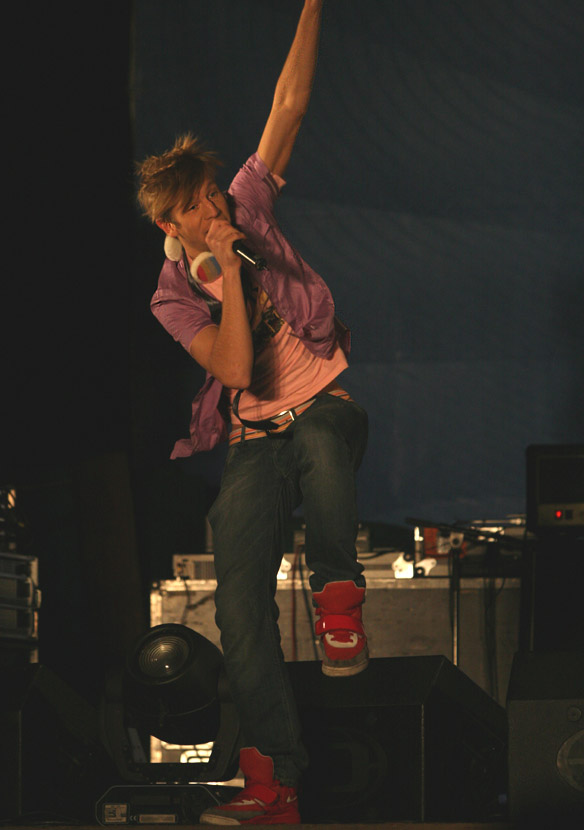
Дорн у складі гурту «Пара нормальних» на виступі під час ралі, організованого Януковичем. Дніпро, 25 грудня 2009

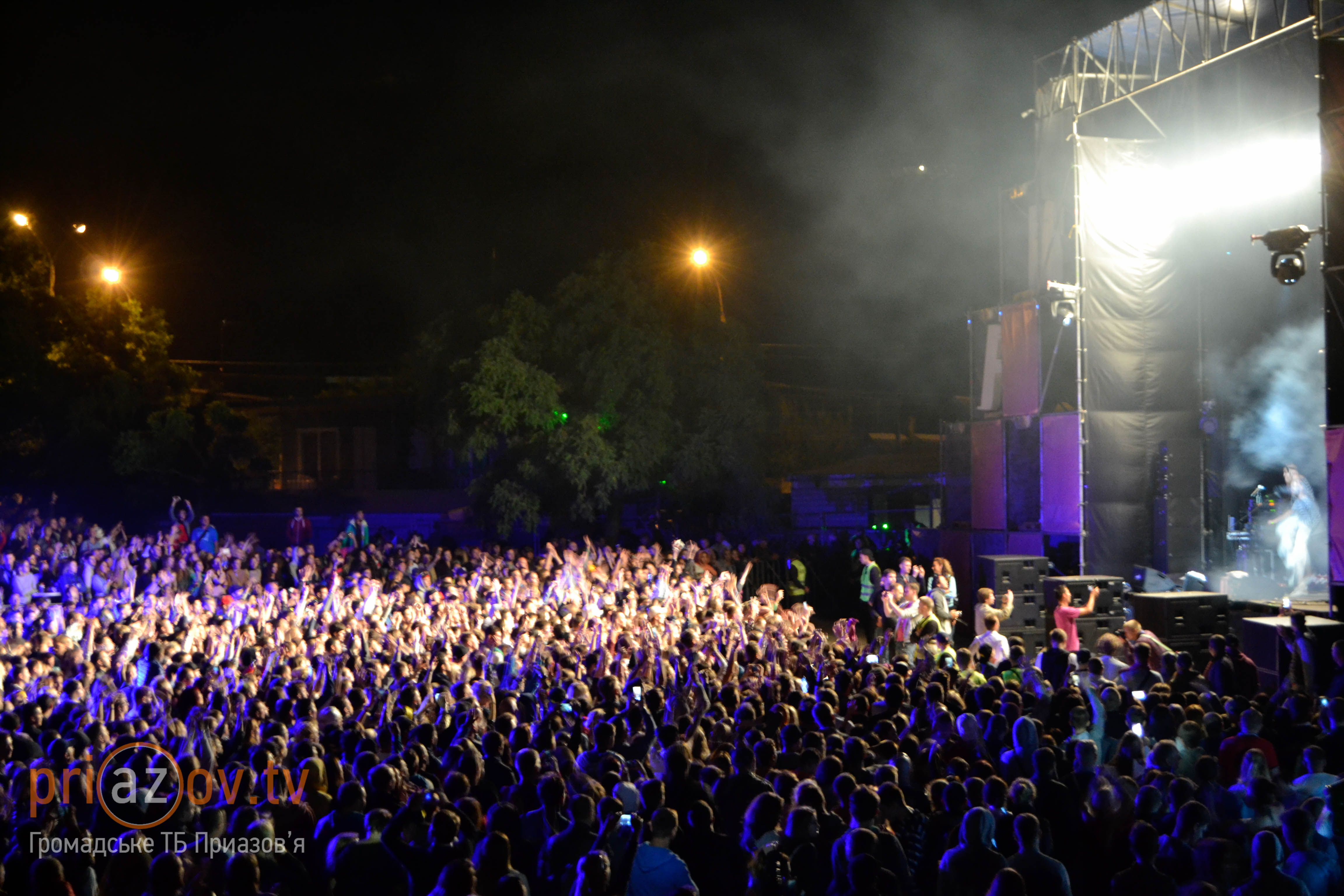
Іван Дорн на фестивалі MRPL City 2017 у Маріуполі

2010 року Дорн починає сольну кар'єру, випускаючи власні пісні, серед яких «Стыцамэн», «Бигуди», «Северное сияние», «Тем более» тощо. Спільно з Apollo Monkeys Іван випускає пісню «Синими, Жёлтыми, Красными».
25 травня в Києві та 26 травня 2012 року в Москві презентував перший сольний альбом «CO'N'DORN». На російській премії МузТВ-2012 був номінований у категорії «Прорив року», також у категоріях: «Дебют», «Відео» («Стыцамен») і «Дизайн» (офіційний сайт), — на премії «Степовий вовк» 2012. У червні 2012 року журнал Billboard Russia помістив Івана Дорна на обкладинку як «головного героя молодих музикантів».
У 2013 році Іван Дорн отримує найбільшу кількість номінацій серед інших артистів на українській національній музичній премії YUNA. За версією YUNA 2013 альбом CO'N'DORN отримує нагороду «Найкращий альбом», а сам Іван перемагає у номінації «Найкращий виконавець» (2013, 2014, 2015).
Восени 2012 року записав саундтрек до реаліті-шоу каналу Ю «Топ-модель по-російськи», взявши за основу музичної теми приспів зі своєї пісні «Бигуди», а також версію «Свято до нас приходить» для рекламного ролика Coca-Cola.
У листопаді 2014 року вийшов студійний альбом RANDORN, йому передували сингли «Невоспитанный», «Мишка виновен», «Номер 23» тощо.
2014 року був суддею в п'ятому сезоні шоу «X-Фактор», а 2016 — у шостому сезоні шоу «Голос країни» (The Voice). Після наставництва у вокальних шоу Іван усвідомлює своєю місією розвивати автентичні таланти України. Створює у серці Києва дім культури та музичне видавництво Masterskaya — простір для самобутніх українських музикантів, де вони можуть проявити свою творчість та отримати допомогу бути почутими аудиторією. Masterskaya відкрила такі таланти як Yuko, гурт [O], Тонка та ЮЮ. З початком повномасштабної війни росії проти України Masterskaya трансформувалась у волонтерський центр, що забезпечує гуманітарні та медичні потреби України.
У № 10 за жовтень 2015 року журнал Forbes Україна опублікував рейтинг «30 до 30», до якого включив Івана Дорна. З приводу цього Дорн заявив, що йому хочеться, щоб його вписали до підручника з музичної революції в Україні. Можливо, навіть за її межами.
У лютому 2017 року вийшов концертний альбом Jazzy Funky Dorn. У липні того ж року Іван Дорн виступив на першому фестивалі MRPL City 2017 у Маріуполі. Він був гедлайнером фестивалю і закривав усю його програму.
14 квітня 2017 вийшов новий студійний альбом OTD (Open the Dorn), записаний в Америці.
Сингл «Collaba» з альбому OTD стає одним із ключових хітів України в першій половині 2017 року, поряд із композиціями «Тает Лед» гурту «Грибы» та «Вите надо выйти» Estradarada.
У 2018 році Іван Дорн активно зайнявся благодійністю. Запустив проект зі збору коштів та будівництва танцювальної школи для Masaka Kids Africana, в Уганді. Проект був висвітлений Billboard, Complex та іншими великими виданнями. Восени 2018 року разом із «Кураж Базар» також запустив збір коштів на допомогу українським музичним школам, які потребують музичних інструментів.
Взимку 2021 Іван анонсував прем'єру четвертого студійного альбому DORNDOM на весну 2022. Прем'єру відкладено на невизначений строк.
У лютому 2022 року виступив проти повномасштабного вторгнення РФ до України. У березні 2022 року лейбл Дорна Masterskaya закрив музичний каталог для РФ та Білорусі.
У січні 2023 року відбулася прем'єра треку Te la passe (Теля пасе), яку Дорн записав разом із французьким репером Essoh.

## Скандали

### Критика у Росії

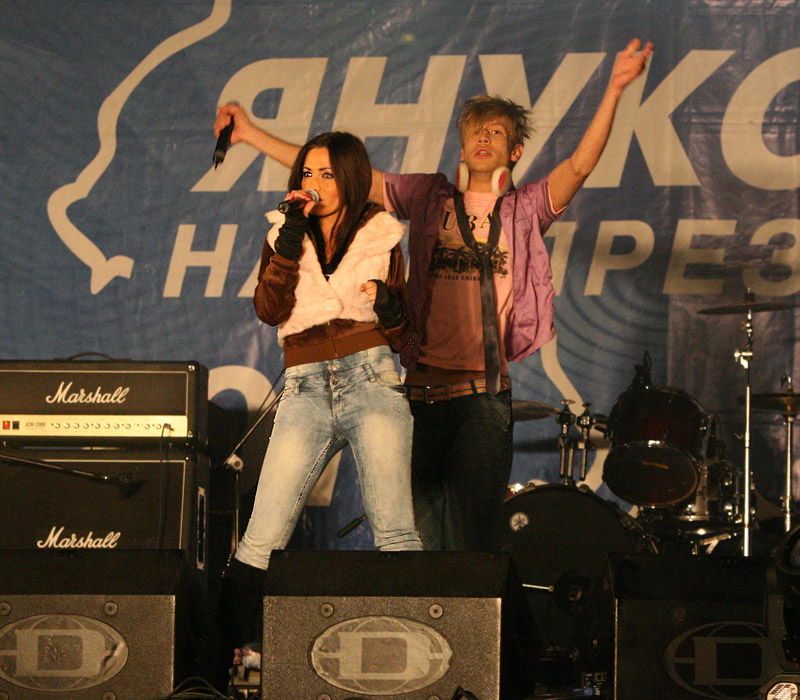
«Пара нормальних» із Дорном на концерті, організованому Януковичем (28 грудня 2009, Дніпро)

Улітку 2014 року Дорн узяв участь у фестивалі "Нова хвиля» в Юрмалі, де виконав українськомовну пісню гурту Скрябін — Танець пінгвіна, одягнений у светр із зображенням українського тризуба. Цей вчинок отримав схвальні відгуки в Україні. У Росії через це співака пропонували заборонити. Пізніше, у квітні 2017 року, в інтерв'ю російському виданню вДудь на запитання щодо свого проукраїнського виступу в Юрмалі 2014 року заявив, що «…цей виступ називається „не вскочити в халепу“. Я подумав, що потрібно поїхати з українською піснею, щоб нести культуру, треба вийти з тризубом, щоб із приводу костюму ніхто не смердів».

### Громадянська позиція
Попри війну РФ проти України, продовжував виступати у Росії.
У 2014 році телеведучий Сергій Притула заявляв, що він за гроші Дорна придбав джип, оптику та шоломи для ЗСУ в АТО, але в інтерв'ю російському виданню вДудь Дорн заявив, що це неправда, а гроші він начебто жертвував постраждалим у Маріуполі після обстрілів 2015 року..
У січні 2017 року, під час виступу Івана Дорна у Львові, співак заявляв, що є українським артистом, навіть за кордоном. Попри ці заяви та не зважаючи на війну РФ проти України, продовжив виступи в Росії після 2014 року. З харківським співаком SunSay (колишній лідер гурту 5Nizza) у листопаді 2016 року виступав у програмі «Вечірній Ургант» на Першому каналі Росії.
7 квітня 2017 року з'явилася інформація про те, що Іван Дорн робив селфі із забороненими в Україні російськими артистами Пригожиним та Валерією. У коментарі журналістові російського видання «КП в Украине», пожартував, що «забув, що вони заборонені».
Згодом, 11 квітня 2017 року, під час свого інтерв'ю російському виданню вДудь заявив, що вважає українців та росіян «братами», що «між українцями та росіянами немає нічого, крім дружби», а війну на сході України назвав «сваркою між старшим та молодшим братом (ред. Росією та Україною)» і пояснив, що скоро «всі помиряться».

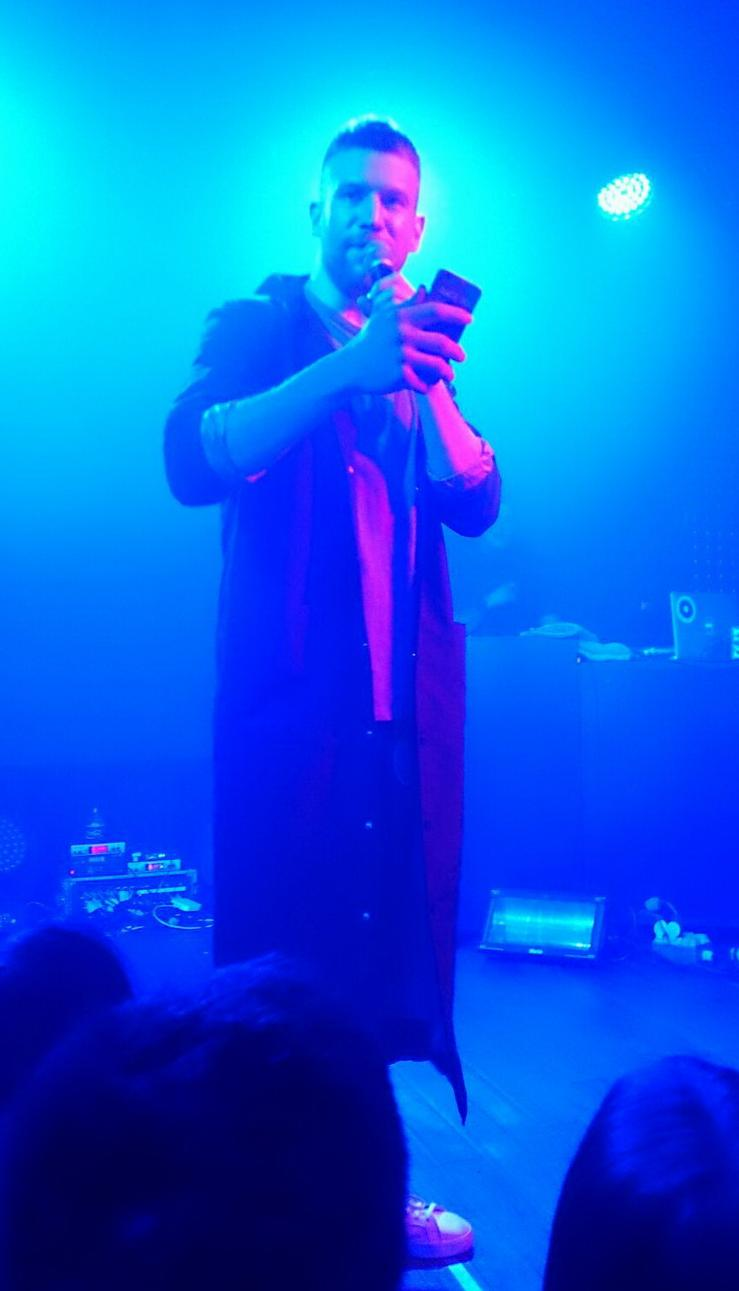
Виступ в Уфі (РФ), 13 березня 2016 року

Заяви щодо України, які Дорн зробив у квітневому інтерв'ю російському виданню вДудь, викликали резонанс в українському суспільстві. Зокрема, український письменник Сашко Лірник підсумував заяви Дорна зазначивши, що не всі артисти, які публічно проявляють нібито свою любов до України, є її патріотами.
На 24 лютого 2023 року запланував публікацію платівки, де один із реміксів було створено російським діджеєм Філіппом Горбачовим. Після критики Іван заявив, що не знав про автора цього треку і переніс випуск сингла.
У новорічну ніч 1 січня 2024 року виступив на острові Балі у клубі «KLAPA Beach Club», власником якого є росіянин Ніколай Нєчунаєв який проживає в Індонезії. Заклад також запрошує зірок з Росії, які підтримують війну в Україні, такі як Баста, Morgenshtern, Нурлан Сабуров.

## Творчість
У березні 2017 року випустив англомовний кліп «Collaba», знятий у Лос-Анджелесі. Робота отримала змішані відгуки критиків. Окрім того, кліп має багато схожого з роботою «The Prodigy — Firestarter», а образ Івана Дорна в кліпі — з автором оригінального треку Кейтом Флінтом.

### Дискографія
| Рік  | Альбом                        | Треки                                            |
| ---- | ----------------------------- | ------------------------------------------------ |
| 2012 | CO'N'DORN                     | Оуе пахатам                                      |
| 2012 | CO'N'DORN                     | Бигуди                                           |
| 2012 | CO'N'DORN                     | Тем более                                        |
| 2012 | CO'N'DORN                     | Ненавижу                                         |
| 2012 | CO'N'DORN                     | Школьное окно                                    |
| 2012 | CO'N'DORN                     | Северное сияние                                  |
| 2012 | CO'N'DORN                     | Так сильно                                       |
| 2012 | CO'N'DORN                     | Кричу                                            |
| 2012 | CO'N'DORN                     | Стыцамен                                         |
| 2012 | CO'N'DORN                     | Синими, жёлтыми, красными (feat. Apollo Monkeys) |
| 2012 | CO'N'DORN                     | Идолом                                           |
| 2012 | CO'N'DORN                     | ???                                              |
| 2012 | CO'N'DORN                     | Город                                            |
| 2012 | CO'N'DORN                     | Стайло                                           |
| 2012 | CO'N'DORN                     | Стыцамикс                                        |
| 2012 | CO'N'DORN                     | Стыцамэн (SkyOffice Remix)                       |
| 2015 | RANDORN                       | Спортивная                                       |
| 2015 | RANDORN                       | 3000                                             |
| 2015 | RANDORN                       | Мишка виновен                                    |
| 2015 | RANDORN                       | Где вино                                         |
| 2015 | RANDORN                       | Безмато                                          |
| 2015 | RANDORN                       | Телепорт                                         |
| 2015 | RANDORN                       | Актриса                                          |
| 2015 | RANDORN                       | Номер 23                                         |
| 2015 | RANDORN                       | Весна                                            |
| 2015 | RANDORN                       | Ты всегда в плюсе                                |
| 2015 | RANDORN                       | Гребля                                           |
| 2015 | RANDORN                       | Стая                                             |
| 2015 | RANDORN                       | Танец пингвина                                   |
| 2015 | RANDORN                       | Невоспитанный                                    |
| 2015 | RANDORN                       | Случайная                                        |
| 2015 | RANDORN                       | Река меняет русло                                |
| 2017 | OTD                           | OTD                                              |
| 2017 | OTD                           | Groovy Shit                                      |
| 2017 | OTD                           | Collaba                                          |
| 2017 | OTD                           | Goodbye                                          |
| 2017 | OTD                           | Wasted                                           |
| 2017 | OTD                           | Afrika                                           |
| 2017 | OTD                           | Such a Bad Surprise                              |
| 2017 | OTD                           | Beverly                                          |
| 2017 | OTD                           | Preach                                           |
| 2017 | OTD                           | Hardbeat                                         |
| 2017 | OTD                           | YWFM                                             |
| 2017 | OTD                           | Trapped                                          |
| 2022 | DORNDOM (прем'єру перенесено) |                                                  |

### Міні-альбоми (EP)
| Рік  | EP                                         | Треки                          |
| ---- | ------------------------------------------ | ------------------------------ |
| 2019 | Страсть / Во сне / Опомнись (feat. Vakula) | Страсть                        |
| 2019 | Страсть / Во сне / Опомнись (feat. Vakula) | Во сне                         |
| 2019 | Страсть / Во сне / Опомнись (feat. Vakula) | Опомнись                       |
| 2019 | Три хороших песни (feat. Роман Бестселлер) | Живописный мост                |
| 2019 | Три хороших песни (feat. Роман Бестселлер) | Быстрая бандитская             |
| 2019 | Три хороших песни (feat. Роман Бестселлер) | Ренессанс                      |
| 2020 | Numbers (feat. Seven Davis Jr.)            | Numbers                        |
| 2020 | Numbers (feat. Seven Davis Jr.)            | Poisoned                       |
| 2020 | Numbers (feat. Seven Davis Jr.)            | Heart Jail                     |
| 2020 | Numbers (feat. Seven Davis Jr.)            | Ivan's Favorite                |
| 2020 | Face to Face (feat. Mario Basanov)         | Face to Face                   |
| 2020 | Face to Face (feat. Mario Basanov)         | Face to Face (Runemark Remark) |
| 2020 | Face to Face (feat. Mario Basanov)         | 10 Years                       |

### Сингли
| Рік  | Сингл                                                  |
| ---- | ------------------------------------------------------ |
| 2013 | Целовать другого                                       |
| 2014 | Прониклась мной (feat. DJ INSAMA, Кравц)               |
| 2015 | Песня про Ёлочку                                       |
| 2016 | Лимонадный (Live)                                      |
| 2017 | Пристально                                             |
| 2017 | Мастерской огонёк (feat. YUKO, гурт [O] & Constantine) |
| 2018 | Kaida (feat. Moldanazar)                               |
| 2018 | Опомнись (feat. Vakula)                                |
| 2018 | Right Wrong (feat. Victor Solf)                        |
| 2019 | Дичь                                                   |
| 2020 | Wasted (Remastered 2020)                               |
| 2020 | Чики                                                   |
| 2020 | Love Could Be (feat. Top, Amine Edge & DANCE & Funky)  |
| 2021 | Кроме тебя                                             |
| 2021 | Мозоль (feat. Constantine)                             |
| 2021 | тебе нема сьогодні                                     |

### Кліпи
| Рік  | Кліп                                                   | Режисер                              | Альбом    |
| ---- | ------------------------------------------------------ | ------------------------------------ | --------- |
| 2011 | Стыцамэн                                               | Дмитро та Євген Місюра               | CO'N'DORN |
| 2011 | Так сильно                                             | Дмитро та Євген Місюра               | CO'N'DORN |
| 2011 | Северное сияние                                        | Дмитро та Євген Місюра               | CO'N'DORN |
| 2012 | Синими, жёлтыми, красными                              | Дмитро та Євген Місюра               | CO'N'DORN |
| 2012 | Идолом                                                 | Дмитро та Євген Місюра               | CO'N'DORN |
| 2013 | Невоспитанный                                          | Дмитро та Євген Місюра               | RANDORN   |
| 2014 | Танець пінгвіна                                        | Філ Лі                               | RANDORN   |
| 2014 | Спортивная                                             | Іван Дорн                            | RANDORN   |
| 2014 | Мишка виновен                                          | Олександр Корешков, Дмитро Лісенбарт | RANDORN   |
| 2015 | Номер 23                                               | Іван Дорн                            | RANDORN   |
| 2015 | Гребля                                                 | Філ Лі                               | RANDORN   |
| 2015 | Телепорт                                               | Іван Дорн                            | RANDORN   |
| 2016 | Ты всегда в плюсе                                      | Марія Унжакова                       | RANDORN   |
| 2016 | Безмато                                                | Гєна Трунов                          | RANDORN   |
| 2017 | OTD                                                    | Айсултан Сеїтов                      | OTD       |
| 2017 | Collaba                                                | Іван Дорн, Айсултан Сеїтов           | OTD       |
| 2017 | Beverly                                                | Annegret von Feiertag                | OTD       |
| 2017 | Стыцамэн (Знайдена версія)                             |                                      |           |
| 2017 | Мастерской огонёк (feat. YUKO, гурт [O] & Constantine) | Павло Бекезин                        |           |
| 2018 | Опомнись                                               | Мітті Місюра                         |           |
| 2018 | Afrika                                                 | Іван Дорн, Айсултан Сеїтов           | OTD       |
| 2018 | Preach                                                 | Міша Коротєєв                        | OTD       |
| 2019 | Во Сне (feat. Vakula)                                  | Макс Шишкін                          |           |
| 2019 | Дичь                                                   |                                      |           |
| 2020 | Ренессанс (feat. Vakula)                               | Мітті Місюра                         |           |
| 2020 | Wasted                                                 | Денис Щукін                          |           |
| 2021 | Мозоль (feat. Constantine)                             | Тарас Голубков                       |           |
| 2021 | тебе нема сьогодні                                     | Julie Paskal                         |           |
| 2021 | Новорічні вітання (feat. Constantine, ЮЮ, Тонка)       | Тарас Голубков                       |           |

### Фільмографія
- «Як знайти ідеал?» (2008)
- «Закохані у Київ»
- «Таємниця третьої планети» (український дубляж)
- «День народження Аліси» (український дубляж)
- «Монстри на канікулах» (український дубляж) — Джонатан
- «12 місяців» (2013)
- «Веселі хлопці» (2014)
- «Монстри на канікулах 2» (український дубляж) — Джонатан

## Нагороди
- «Чорноморські ігри» (2001 — третє призове місце, 2005 — друге призове місце)
- «Юрмала 2008»[6]
- «Зірка+Зірка» (разом із Василісою Фроловою, 2010)
- «ПІсня року 2014»
- Премія «YUNA» у номінації «Найкращий виконавець» (2013, 2014, 2015)
- Премія «YUNA» у номінації «Найкращий альбом» (2013)
- Премія M1 Music Awards у номінації «Альтернатива» (2015)

## Сім'я
- Дружина — однокласниця Анастасія Новікова (2013).
- Дочка Василиса (нар. в червні 2014 року)
- Син Іван (2015 р.н.).